# 알츠하이머병 뇌영상 선도연구
알츠하이머병 뇌영상 선도연구 (Alzheimer’s Disease Neuroimaging Initiative, ADNI)는 알츠하이머병의 진단과 치료를 위한 임상 시험 개선을 목적으로 하는 멀티사이트 연구이다. 이 연구는 알츠하이머병과 인지적 손상의 징후가 없는 대조군을 연구하기 위해 민간 및 공공 분야의 자금 후원과 전문 분야의 지식을 결합한 협력연구이다. 미국과 캐나다의 63개 지역 연구진들이 뇌영상과 생화학, 유전적 생물학 마커를 활용하여 알츠하이머병의 진행과정을 추적한다.